# Rupert Ponsonby (7e baron de Mauley)
Pour les articles homonymes, voir Ponsonby.
Rupert Charles Ponsonby, 7e baron de Mauley (né le 30 juin 1957), est un pair héréditaire britannique, ancien sous-secrétaire parlementaire au ministère de l'Environnement, de l'Alimentation et des Affaires rurales et officier à la retraite de l'armée territoriale.

## Jeunesse
Ponsonby est le fils de Thomas Maurice Ponsonby, TD, JP, DL (1930-2001), Royal Wessex Yeomanry, haut shérif du Gloucestershire, et de son épouse Maxine Henrietta Thellusson (décédée en 2020), fille de William Dudley Keith Thellusson ,,, de la branche Brodsworth Hall de la famille des Barons Rendlesham . Il est le petit-fils du 5e baron de Mauley.
Il fait ses études au Collège d'Eton, une école indépendante pour garçons près de Windsor, Berkshire.

## Service militaire
Ponsonby rejoint l'armée territoriale pour la première fois en 1976, lorsqu'il est nommé sous-lieutenant dans le Royal Wessex Yeomanry. Il est promu lieutenant en 1978, major en 1988, et lieutenant-colonel en 2003. En 1988, il reçoit la Décoration Territoriale (TD). Il prend sa retraite en 2005. Le 1er juin 2011, il est nommé colonel commandant Yeomanry, et le 1er juillet 2015, il est colonel honoraire du Royal Wessex Yeomanry.

## Carrière politique
Lord de Mauley succède à son oncle, le 6e baron de Mauley, en octobre 2002. Le 10 mars 2005, il est élu lors d'une élection partielle pour un siège de pair conservateurs héréditaire à la Chambre des lords après la mort de Hugh Lawson (6e baron Burnham). Il est le premier pair à avoir accédé à un titre après la House of Lords Act 1999 à avoir obtenu un siège héréditaire électif à la Chambre.
Il est sous-secrétaire parlementaire au ministère de l'Environnement, de l'Alimentation et des Affaires rurales entre 2012 et 2015, après avoir succédé à John Taylor (baron Taylor d'Holbeach), qui est passé au ministère de l'Intérieur. Il est auparavant Lord-in-waiting (un poste dans la maison royale donnée aux whips du gouvernement chez les Lords) et est également ministre de l'ombre pour les enfants, les écoles et la famille et l'énergie et le changement climatique de 2008 à 2009, puis whip de l'opposition de 2009 à 2010 .
Sa sélection en 2014 pour diriger les discussions sur la pêche au Royaume-Uni dans l'Union européenne fait l'objet de nombreuses critiques, compte tenu de son poste de pair héréditaire sans expérience préalable dans ce domaine, en particulier par rapport au ministre de la pêche de l'Écosse, où les deux tiers de l'industrie de la pêche britannique est basée ,.
En juin 2013, de Mauley annonce que son département produirait une stratégie nationale sur les pollinisateurs. Cela faisait suite à la campagne Bee Cause menée par les Amis de la Terre et soutenue par plus de 200 députés pour un plan d'action sur les abeilles ,.

## Maître du cheval
En juillet 2018, la reine nomme Lord de Mauley pour succéder à Lord Vestey comme maître du cheval. Sa nomination prend effet le 1er janvier 2019 .

## Famille
Lord de Mauley est marié à Lucinda, fille cadette de Lord Fanshawe de Richmond. Ils n'ont pas d'enfants.
L'héritier du titre est son jeune frère, (Ashley) George Ponsonby, qui est marié à Camilla Gordon-Lennox, née Pilkington.